# Ilex tetramera
Ilex tetramera là một loài thực vật có hoa trong họ Aquifoliaceae. Loài này được (Rehder) C.J. Tseng mô tả khoa học đầu tiên năm 1981.